# Beauty Spots in America: Castle Hot Springs, Arizona
Beauty Spots in America: Castle Hot Springs, Arizona è un cortometraggio muto del 1916. Il nome del regista non viene riportato nei credit.

## Trama
A Castle Hot Springs, tra Phoenix e Prescott, i visitatori scoprono le sorgenti di acqua calda nelle quali ci si può immergere e nuotare.

## Produzione
Il film fu prodotto dalla Essanay Film Manufacturing Company.

## Distribuzione
Distribuito dalla General Film Company, il documentario - un cortometraggio di sei minuti - uscì nelle sale cinematografiche USA nel 1916.